# Giuseppe Pancaro
Giuseppe Pancaro (Cosenza, 26 augustus 1971) is een voormalig profvoetballer uit Italië, die na zijn actieve loopbaan voetbaltrainer werd. Hij speelde als verdediger voor onder meer Cagliari Calcio, Lazio Roma en AC Milan. Met zowel Lazio als Milan won hij de Italiaanse landstitel. Pancaro speelde 19 officiële interlands voor het Italiaans voetbalelftal.